# Eccoptomera pallescens
Eccoptomera pallescens – gatunek muchówki z rodziny błotniszkowatych i podrodziny Heleomyzinae.
Gatunek ten opisany został w 1830 roku przez Johanna Wilhelma Meigena jako Helomyza pallescens.
Muchówka o ciele długości od 4 do 5 mm. Czułki mają trzeci człon z wyraźnym kątem koło wierzchołka. W chetotaksji tułowia występuje jedna para szczecinek śródplecowych leżąca przed szwem poprzecznym oraz jedna para szczecinek sternopleuralnych. Przedpiersie i tarczka są nagie. Kolce na żyłce kostalnej skrzydła są dłuższe niż owłosienie. Środkowa para odnóży ma golenie z dwiema szczecinkami przedwierzchołkowymi na powierzchni grzbietowej.
Owad znany z Hiszpanii, Wielkiej Brytanii, Francji, Belgii, Holandii, Niemiec, Szwajcarii, Austrii, Danii, Szwecji, Finlandii, Polski, Czech, Słowacji, Węgier, Rumunii, Bułgarii, Ukrainy, europejskiej części Rosji i Kaukazu.